# 帝釈川ダム
帝釈川ダム（たいしゃくがわダム）は、広島県庄原市と神石郡神石高原町との境、一級河川高梁川水系帝釈川に建設されたダムである。
中国電力が管理する水力発電用ダムで、高さ62.43メートルの重力式コンクリートダムである。1924年（大正13年）に完成した中国地方では歴史のあるコンクリートダム。2002年（平成14年）からダム再開発事業を実施し、ダム本体および発電能力を増強している。ダム湖（人造湖）の名は神竜湖（しんりゅうこ）と命名され、帝釈峡の中心として年間70万人が訪れる一大観光地となっている。比婆道後帝釈国定公園であり、2005年（平成17年）には地元の推薦によって財団法人ダム水源地環境整備センターが選定する「ダム湖百選」に選ばれている。

## 地理
帝釈川は旭川・吉井川とともに「岡山三大河川」の一つに挙げられている高梁川水系成羽川（なりわがわ）の支流である。広島県庄原市付近を水源として南に流れ、途中国指定の名勝・帝釈峡を形成してダム付近を通過。福桝川を合わせると流れの向きを北東に変え、国道182号の橋梁をくぐり成羽川（広島県内では東城川と呼ばれる）へと合流。すぐに備中湖へと注ぎ、新成羽川・田原・黒鳥のダム群を通過して瀬戸内海に注ぐ。
なお、ダム完成当初の所在地は左岸が比婆郡東城町、右岸が神石郡神石町であったが、平成の大合併によって現在はそれぞれ庄原市と神石高原町になっている。

## 沿革
日清戦争・日露戦争を経て日本は急速に重化学工業を発展させていた。明治政府が掲げる基本政策「富国強兵」策の一環であるが、大正時代に入るとその傾向はますます強くなり、工業生産の発達に伴って電力需要は拡大。電源開発も次第に活発になっていた。1911年（明治44年）には電気事業法が制定され、全国各地に電力会社が誕生。福澤桃介・松永安左エ門・浅野総一郎などが木曽川・天竜川・庄川などで活発な電力開発を行っていた。
中国地方でも軍都・広島市を始めとして次第に電力需要が拡大、こうした中で水力発電事業は広島電気などの電力会社が各河川で実施していた。高梁川水系で開発を行っていた山陽中央水電は、水量が豊富で急流である帝釈川が水力発電の適地であることに着目し、1920年（大正9年）に下帝釈峡付近に発電用ダムを建設する計画を立てた。
当初計画では高さ60メートルのものを現在位置より下流2キロの位置に建設する予定だったが、諸事情により現在位置に建設することとなった。ところが、帝釈峡の観光や信仰の対象となっていた雄橋や、その下流にある雌橋が水没することが判明した。そのため地元を中心にダム建設反対運動が繰り広げられた。そのため、ダムの高さを56.9mへ縮小し、雄橋や雌橋の水没を回避することでようやく地元からの着工の許可を得ることができた。そして4年の歳月を掛けて完成したのが帝釈川ダムである。

## 目的
ダムは1924年（大正13年）の完成当時、高さ56.9メートルと日本で最も高いダムであった。完成当時はダム本体に洪水吐きを有しない非越流型重力式コンクリートダムで、上空から見るとくさび型をした珍しいダムであった。ダム左岸部は断崖絶壁の峡谷であるが、この断崖絶壁に沿って洪水吐きを設けた。この洪水吐きはゲートが木製で全部で111門存在し、これが断崖側に向かって横一列にズラッと並ぶ構造であった。ダム直下には発電所を設置するスペースが存在しないため、下流部の成羽川合流点に帝釈川発電所を建設。ダムからトンネルを通じて発電所まで導水し、認可出力4,400キロワットを発電するダム水路式発電所として1924年より稼働を開始した。その後貯水容量を増強させるため、1931年（昭和6年）にダムの高さを5.7メートルかさ上げする工事が行われ、高さは62.1メートルとなった。ダム・発電所は1939年（昭和14年）に国家電力統制に伴う「電力管理法」施行により日本発送電に接収されたが、戦後過度経済力集中排除法に日本発送電が指定され、1951年（昭和26年）の電力事業再編令で分割・民営化されたことで中国電力が管理を引き継ぎ、今に至る。
帝釈川ダムは帝釈峡の狭い断崖絶壁部に建設されたため、非常に縦長となった。通常のダムでは堤高（ダムの高さ）と堤頂長（ていちょうちょう。ダムの長さ）を比べた場合堤頂長の方が長いことが一般的である。だが帝釈川ダムの場合は堤高62.1メートルに比べ堤頂長は35.2メートルと縦横比が逆転しており、結果的に日本で一番の縦長ダムとなった。

## 再開発
帝釈川ダムは完成からすでに80年以上経過しているが、1931年・1966年（昭和41年）・2002年（平成14年）から2006年（平成18年）の三度にわたって改修などのダム再開発事業を行っている。
1931年の再開発は貯水容量の拡張を図るためのダムかさ上げであった。この際地元自治体に寄付をしたり、帝釈峡遊覧道路の建設といった補償を行ったが、地元住民や内外の名士による反対運動があった。県出身の名士により帝釈峡保存会が組織されるなど強力な反対運動が展開されたが、ダムかさ上げ工事は、名勝地を所管する文部省が工事により風致を損傷しないことを条件に認可したため、無事かさ上げ工事は行われた。しかし、これに伴い雌橋が水没するようになってしまった。
1966年の再開発は、111門あった木製転倒ゲートが老朽化し、洪水処理に問題が生じる可能性があったことから新たに旧洪水吐き左岸部に鋼製のゲートを2門有するトンネル型洪水吐きを設置し、ダム直下流に放流させる方式を採った。この際111門あった木製ゲートは全て撤去され、現在はその名残を見ることができる。
そして2002年から四年間掛けて実施された再開発であるが、これはダム本体及び発電所能力の増強を目的としたものである。帝釈川ダムは完成以後80年を経過し老朽化していた。ダム建設時、地震に対する耐震設計が行われていなかったこともあって耐震性に不安があったこと、1966年に完成した洪水吐きトンネルは径が小さく洪水処理能力の確実性に問題があったこと、貯水池と発電所までの落差に未使用の部分が最大で35メートルあり、これを有効に活用することで発電能力を増強可能なことが判明し、これを一挙に解決するためダム再開発が計画された。
再開発にあたって、ダム地点は国定公園第一種指定地域であり大幅な自然改変は不可能であったこと、また断崖絶壁で重機を駆使した大規模工法は地形上不可能であったことから、工事にも工夫を重ねた。まず工事用道路は新設しないで既存の道路を利用し、幅約4メートルの連絡道路に重機を通して現場へ輸送した。ダム本体までは断崖絶壁であるため、完成当時使用されていた旧洪水吐きを利用して仮設の構台を建設した。すなわち旧洪水吐きを埋め立ててその上に桟道を建設し工事用道路とした。これらの通路を利用してダム本体工事を行ったが、上流部には可能な限り手を加えず下流部にコンクリートを打ち増してダムの体積を増大させ、ダムの安定性を確保し耐震性を強化した。さらにダム本体に2門のゲートを有する洪水吐きを新設し、既存のトンネル型洪水吐きと併用して洪水処理能力を強化させた。このほか1997年（平成9年）の河川法改正で義務付けられた河川維持放流を行うためのバルブも設置し、下帝釈峡の景観保持を図った。そして帝釈川発電所横に新帝釈川発電所を建設し、従来に比べ約3倍の認可出力（11,000キロワット）を有する発電能力を備えた。なお帝釈川発電所は取水元を帝釈川ダムから福桝川に変更し、出力を2,400キロワットに縮小した。
ダム建設中は神竜湖の水位を下げて工事を行ったため、「湖水祭り」が中止になるなどの影響があったものの自然環境に対する大きな影響はなく、2006年7月4日にダム再開発事業は完成した。

## 神竜湖

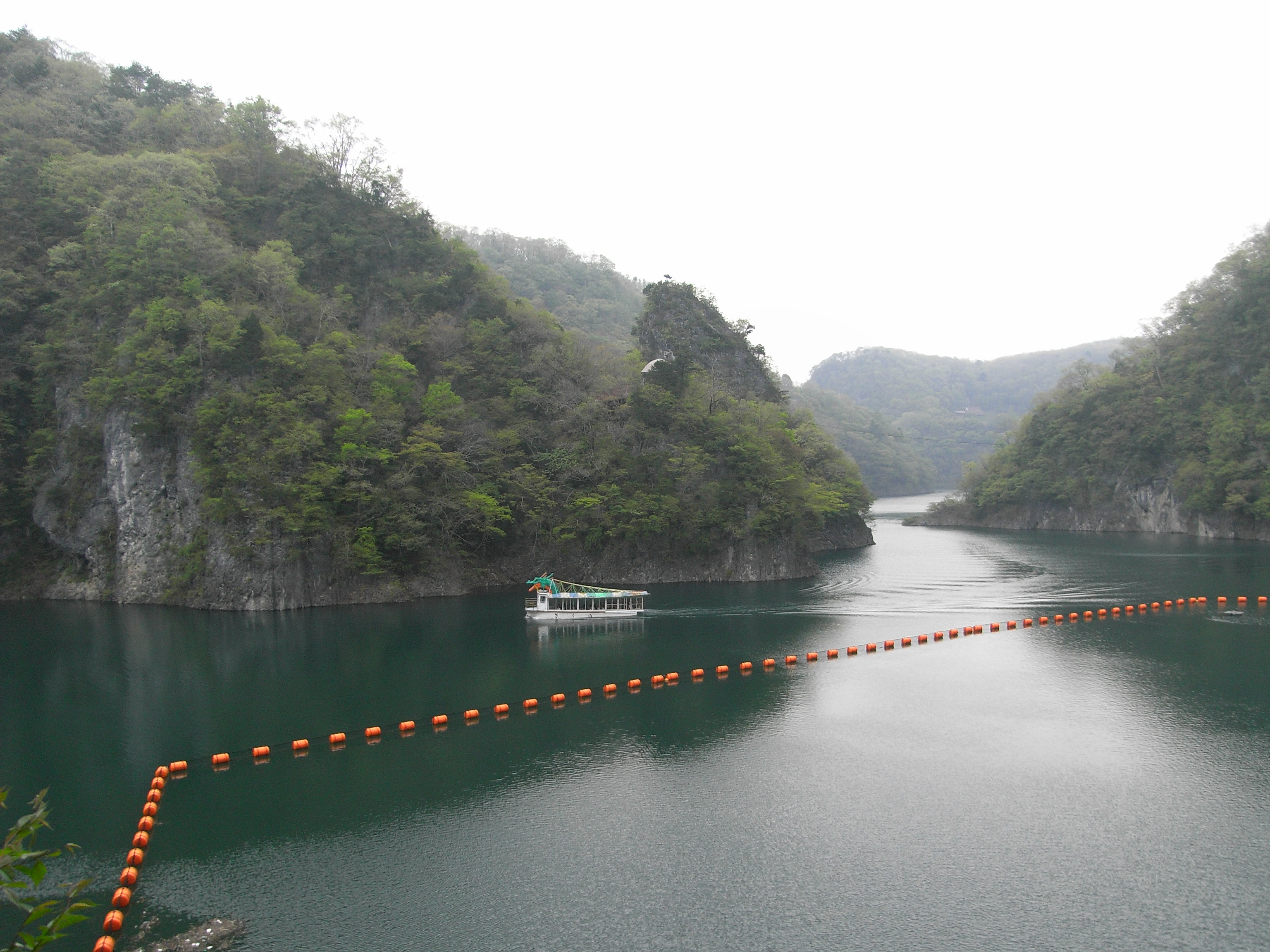
神竜湖と遊覧船

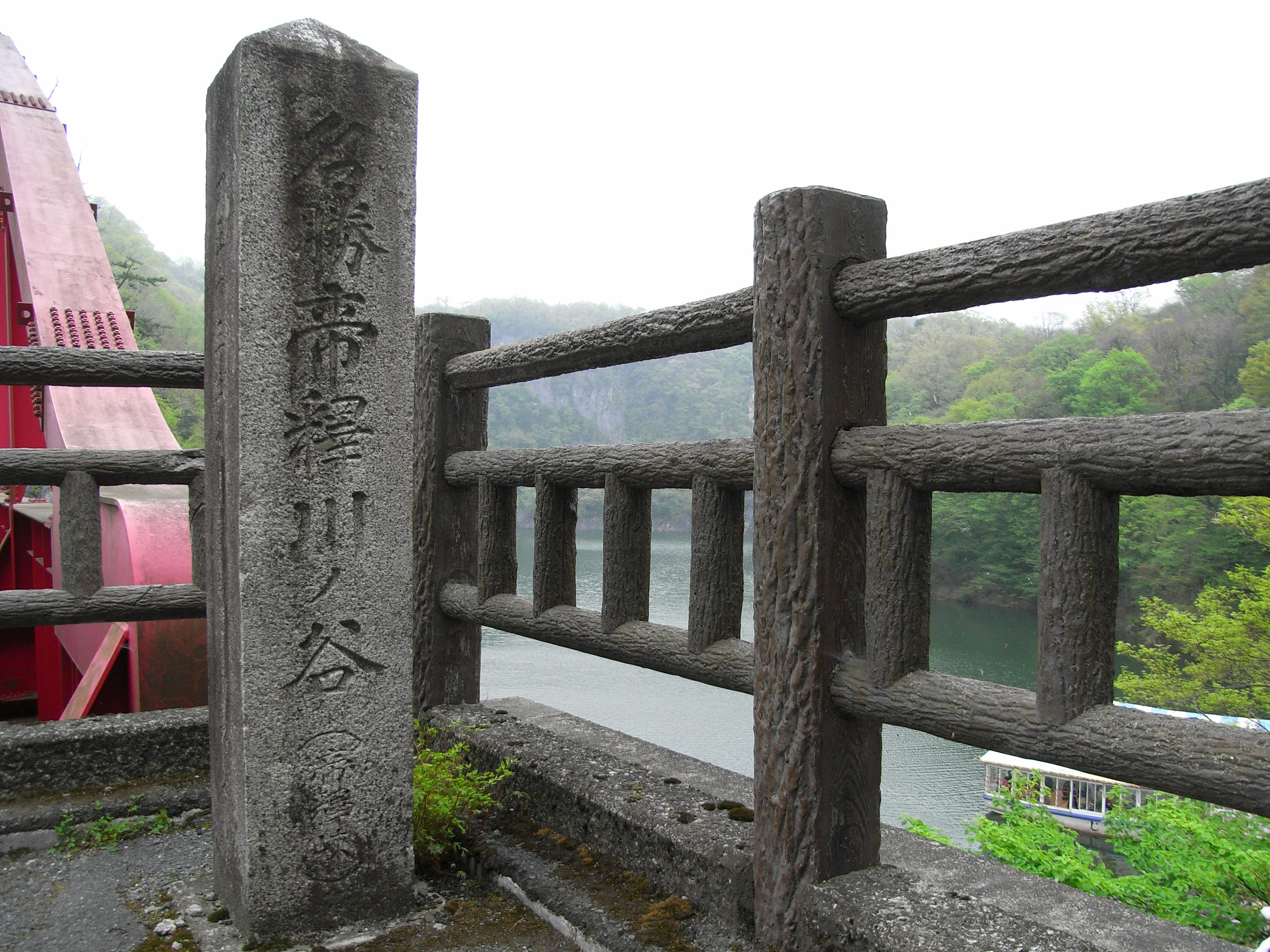
「帝釈川の谷」名勝の碑と神竜湖

帝釈川ダムによって出現した神竜湖（しんりゅうこ）は、その形が竜に似ていることから命名された。湖は両岸に断崖絶壁が迫り、新たなる景観を作り出した。
この地域は帝釈峡と呼ばれる中国地方を代表する峡谷が形成されている。本来カルスト台地であった所が長い歳月を経て帝釈川に浸食され、石灰岩による断崖絶壁や奇岩を形成した。ダム建設中の1923年（大正12年）には文化財保護法に基づく国指定の名勝に、「帝釈川の谷」として指定されている。さらに1963年（昭和38年）には比婆道後帝釈国定公園に指定され、以後現在に至るまで備後地域の主要な観光地として年間約70万人の観光客を集めている。
神竜湖には遊覧船が運航されており、紅葉橋付近を発着点として帝釈川ダム間を往復する。遊覧船は神竜湖のイメージから竜の形をした船であり、人が近づけない神竜湖～帝釈川ダム間の峡谷を堪能できる。このため多くの観光客が乗船する。また貸しボートなどもあり多くの観光客が湖面からの景観を楽しんでいるが、かつて1934年（昭和9年）3月24日に神竜湖遊覧船沈没事故が発生し小学校の児童・教師14名が死亡する大惨事が発生している。
神竜湖を境にして上流を「上帝釈峡」、下流を「下帝釈峡」と呼ぶ。上帝釈峡は天然に形成された橋としては日本最大級である雄橋や雌橋、断魚渓や白雲洞といった奇観が有名で、探勝歩道と呼ばれる遊歩道も整備されていることからレンタルサイクリングなどで比較的気軽に散策することが可能である。その中の橋である神龍橋と桜橋は国の登録有形文化財。一方下帝釈峡については遊歩道はあるものの、未整備かつ断崖絶壁が連なり、登山時の装備が必須となるほか単独の遊歩は控えるよう観光協会から呼びかけられている。過去にはワンダーフォーゲル部の遭難事故もあり、ダム右岸には慰霊碑がある。
帝釈川ダム・神竜湖へは中国自動車道・東城インターチェンジから国道182号・友末交差点を直進して広島県道25号三原東城線を直進すると到着する。
以前は日本国有鉄道の周遊指定地とされており、中国バスが芸備線東城駅との間に1993年5月には8往復、2000年7月には7往復の路線バスを運転していたが、2013年1月には4往復、2016年冬までに平日のみの2往復に減少、その後廃止された。
その後、代替として運行している神石高原町町営バスが祝日を除く平日と土曜日に1往復のみ乗り入れるようになった。なお、町営バスによる復活時にバス停の名称が「帝釈峡神竜湖」から「犬瀬」に改名された。2021年7月現在のダイヤでは、犬瀬発油木行が朝7時台、油木発犬瀬着が19時台のため、旅館・ホテルへの宿泊を前提としない限り観光での利用に適していない。
ダムへは途中で広島県道451号三坂手入線へ入り、休暇村帝釈峡を通過後郷原付近で右折（案内看板あり）、直進すると駐車場があるためここに駐車後、徒歩となる。つづら折の坂道を下ると目の前に神竜湖が見え、左側に進むと洪水吐きトンネルが見えるのでまっすぐ進み、露天掘りの歩行者用トンネルを過ぎるとダムに至る。かつてはダム上空に吊り橋があったが、再開発事業によって撤去されている。ダムには入ることが出来るが、真正面から撮影できる場所はない。神竜湖へは県道25号をひたすら直進すれば紅葉橋に至るので、通過後右折して駐車場に停めることになる。紅葉の名所であるが、基本的に迂回路などは無いのでシーズンには大渋滞に陥ることがしばしばである。